# Nätsjön, Gästrikland
Nätsjön är en sjö i Falu kommun och Ockelbo kommun i Gästrikland och ingår i Gavleåns huvudavrinningsområde. Sjön är 9,5 meter djup, har en yta på 0,594 kvadratkilometer och befinner sig 294,1 meter över havet.

## Delavrinningsområde
Nätsjön ingår i det delavrinningsområde (675033-152368) som SMHI kallar för Ovan 675346-152323. Medelhöjden är 305 meter över havet och ytan är 10,24 kvadratkilometer. Det finns inga avrinningsområden uppströms utan avrinningsområdet är högsta punkten. Vattendraget som avvattnar avrinningsområdet har biflödesordning 2, vilket innebär att vattnet flödar genom totalt 2 vattendrag innan det når havet efter 105 kilometer. Avrinningsområdet består mestadels av skog (77 procent). Avrinningsområdet har 0,95 kvadratkilometer vattenytor vilket ger det en sjöprocent på 9,2 procent.